# جاكسون (لاعب كرة قدم مواليد 1990)
جاكسون هو لاعب كرة قدم برازيلي في مركز الدفاع، ولد في 11 مايو 1990. لعب مع نادي كوريتيبا.